# Winston Ntshona
Winston Ntshona est un acteur et dramaturge sud-africain, né à Port Elizabeth (Afrique du Sud) le 6 octobre 1941 et mort le 2 août 2018 à New Brighton (Afrique du Sud). 

## Biographie
Winston Ntshona est né à New Brighton, un township situé à la périphérie de Port Elizabeth. Fils d'un employé d'hôpital d'une domestique, il commence à jouer avec John Kani durant leurs années au lycée Newell de New Brighton. 
Entre 1963 et 1972, Ntshona travaille comme assistant de laboratoire dans une usine de bois. En 1967, il rejoint la compagnie théâtrale The Serpent Players, dont John Kani et Athol Fugard, ses compatriotes, sont membres. Tous trois écrivent ensemble deux pièces, entrées depuis au répertoire, Sizwe Banzi est mort (Sizwe Banzi is dead, créée en 1972) et L'Île (The Island, créée en 1973), que Ntshona et Kani interprètent. Présentées d'abord au Cap, elles sont ensuite jouées en tournée, notamment à Londres (1974) et à New York (Broadway, 1974-1975), malgré les difficultés auxquelles ils sont confrontés dans leur pays, alors en plein apartheid. En octobre 1976, Ntshona, avec John Kani, est ainsi arrêté et incarcéré durant 15 jours par le gouvernement du bantoustan du Transkei sur ordre du ministre de la Justice George Matanzima, frère du Premier ministre du Transkei, Kaiser Matanzima, au motif qu'ils avaient mis en scène une représentation "vulgaire, abusive et hautement incendiaire" de la pièce "Sizwe Banzi Is Dead". Les deux acteurs avaient aussi critiqués l'indépendance du Transkei accordé unilatéralement par le gouvernement Vorster dans le cadre de l'application de l'apartheid. 
Pour leur interprétation à Broadway des pièces pré-citées, Ntshona et Kani remportent chacun, en 1975, un Tony Award du meilleur acteur. Une troisième pièce critiquant l'apartheid, elle aussi écrite par Fugard, Kani et Ntshona, Inculpation pour violation de la loi sur l'immoralité (Statements after an Arrest under the Immorality Act, créée en 1972), sera également présentée à Londres en 1974.
Outre le théâtre, Winston Ntshona est acteur au cinéma. Avec Kani, il joue dans Les Oies sauvages (1978), réalisé par Andrew V McLaglen, avec Richard Burton, Roger Moore et Richard Harris. Dans ce film tourné en Afrique du Sud, il joue le rôle d'un président africain emprisonné que des mercenaires doivent libérer. Il joue également, en 1989, le rôle d'un jardinier dans Une saison blanche et sèche, adapté du roman éponyme d'André Brink, dénonçant précisément l'apartheid. Réalisé au Zimbabwe avec Donald Sutherland et Marlon Brando dans les rôles principaux, la prestation de Ntshona est perçue d'une telle puissance que, selon le réalisateur, Euzhan Palcy, elle a paralysé Sutherland interrompant le tournage jusqu'à ce qu'il ait récupéré.
En 2010, Ntshona est décoré de l'Ordre de l'Ikhamanga par le président sud-africain Jacob Zuma. Il reçoit également un prix pour l'ensemble de ses réalisations de l'industrie télévisuelle sud-africaine.
Il meurt le 2 aout 2018.

## Hommage
Dans le quartier des arts de Port Elizabeth, Chapel Street a été rebaptisée Winston Ntshona Street.

## Filmographie partielle
- 1978 : Les Oies sauvages (The Wild Geese) d'Andrew V. McLaglen
- 1979 : Ashanti de Richard Fleischer
- 1981 : Les Chiens de guerre (The Dogs of War) de John Irvin
- 1982 : Gandhi de Richard Attenborough
- 1989 : Une saison blanche et sèche (A Dry White Season) d'Euzhan Palcy
- 1992 : La Puissance de l'ange (The Power of One) de John G. Avildsen
- 1994 : The Air Up There de Paul Michael Glaser
- 1998 : The Storekeeper de Gavin Hood
- 1998 : Tarzan et la Cité perdue (Tarzan and the Lost City) de Carl Schenkel
- 2000 : Je rêvais de l'Afrique (I dreamed of Africa) de Hugh Hudson
- 2006 : Blood Diamond d'Edward Zwick

## Théâtre (sélection)
- 1972 : Inculpation pour violation de la loi sur l'immoralité (Statements after an Arrest under the Immorality Act) d'Athol Fugard, John Kani et Winston Ntshona (Le Cap, puis Londres en 1974)
- 1974-1975 : Sizwe Banzi est mort (Sizwe Banzi is dead) et L'Île (The Island), d'Athol Fugard, John Kani et Winston Ntshona, mise en scène par A. Fugard, avec J. Kani et W. Ntshona (Londres, puis Broadway)
- 1976 : The Death of Bessie Smith d'Edward Albee, avec Janet Suzman, J. Kani, W. Ntshona (Johannesburg)
- 1980 : En attendant Godot (Waiting for Godot) de Samuel Beckett, avec J. Kani, W. Ntshona (Le Cap)
- 2006 : Sizwe Banzi est mort, adaptation française mise en scène par Peter Brook (Festival d'Avignon)

## Récompense
- 1975 : Tony Award du meilleur premier rôle dans une pièce ("Tony Award for Best Performance by a Leading Actor in a Play"), décerné lors de la 29e cérémonie des Tony Awards, pour Sizwe Banzi est mort et L'Île.